# Markgräfliches Amtshaus (Segnitz)

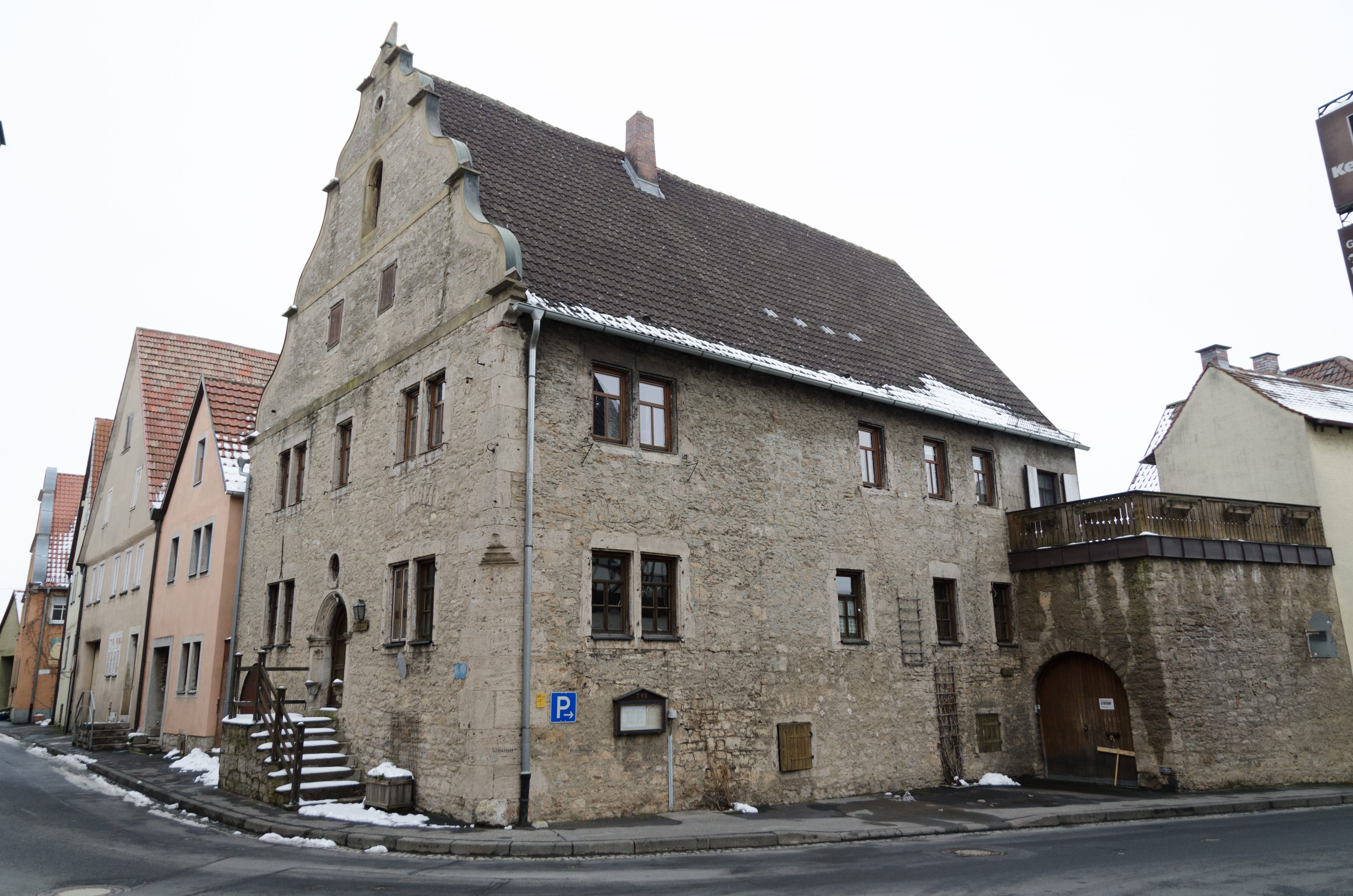
Markgräfliches Amtshaus

Das ehemalige Markgräfliche Amtshaus ist ein Wohnhaus in Segnitz. Es war ursprünglich der Amtssitz der Schultheißen der Dorfherren von Segnitz, der Markgrafen von Brandenburg-Ansbach. Das Bauwerk ist als Baudenkmal in die Bayerische Denkmalliste eingetragen.

## Lage
Das Gebäude liegt im Zentrum des historischen Ortskerns von Segnitz an der Kreuzung der Hans-Kesenbrod-Straße mit der Rathausstraße. Es ist ungefähr in Nord-Süd-Richtung ausgerichtet und liegt giebelständig zur Hans-Kesenbrod-Straße und traufständig zur Rathausstraße. Auf der gegenüberliegenden Seite der Rathausstraße steht das ehemalige Gasthaus Zum Schiff, auf der gegenüberliegenden Seite der Hans-Kesenbrod-Straße das Falkshaus und auf der schräg gegenüberliegenden Seite der Kreuzung das Rathaus von Segnitz.

## Geschichte
Ein Teil von Segnitz kam 1525 unter die Herrschaft der Markgrafen von Brandenburg-Ansbach, die sich die Dorfherrschaft mit den Freiherren von Zobel teilten. Die Ansbacher Markgrafen waren durch einen Schultheißen vertreten, der seinen Amtssitz in dem Ort hatte. Das aktuelle Bauwerk wurde um 1608 errichtet. Das Portal stammt von dem Baumeister Hans Keesebrod, der zu dieser Zeit auch Ansbacher Schultheiß in Obernbreit war. 

## Beschreibung
Das zweigeschossige Haus ist aus unverputztem Bruchsteinmauerwerk errichtet. Es ist etwa 16 Meter lang und etwa 12 Meter breit und trägt ein Satteldach. Die Schaufassade an der Hans-Kesenbrod-Straße hat einen Schweifgiebel. Eine Außentreppe führt zu einem Portal, über dem ein Wappen an die Ansbach-Brandenburgische Dorfherrschaft erinnert. Ebenerdig befindet sich links neben dem Portal ein rundbogiges Tor.

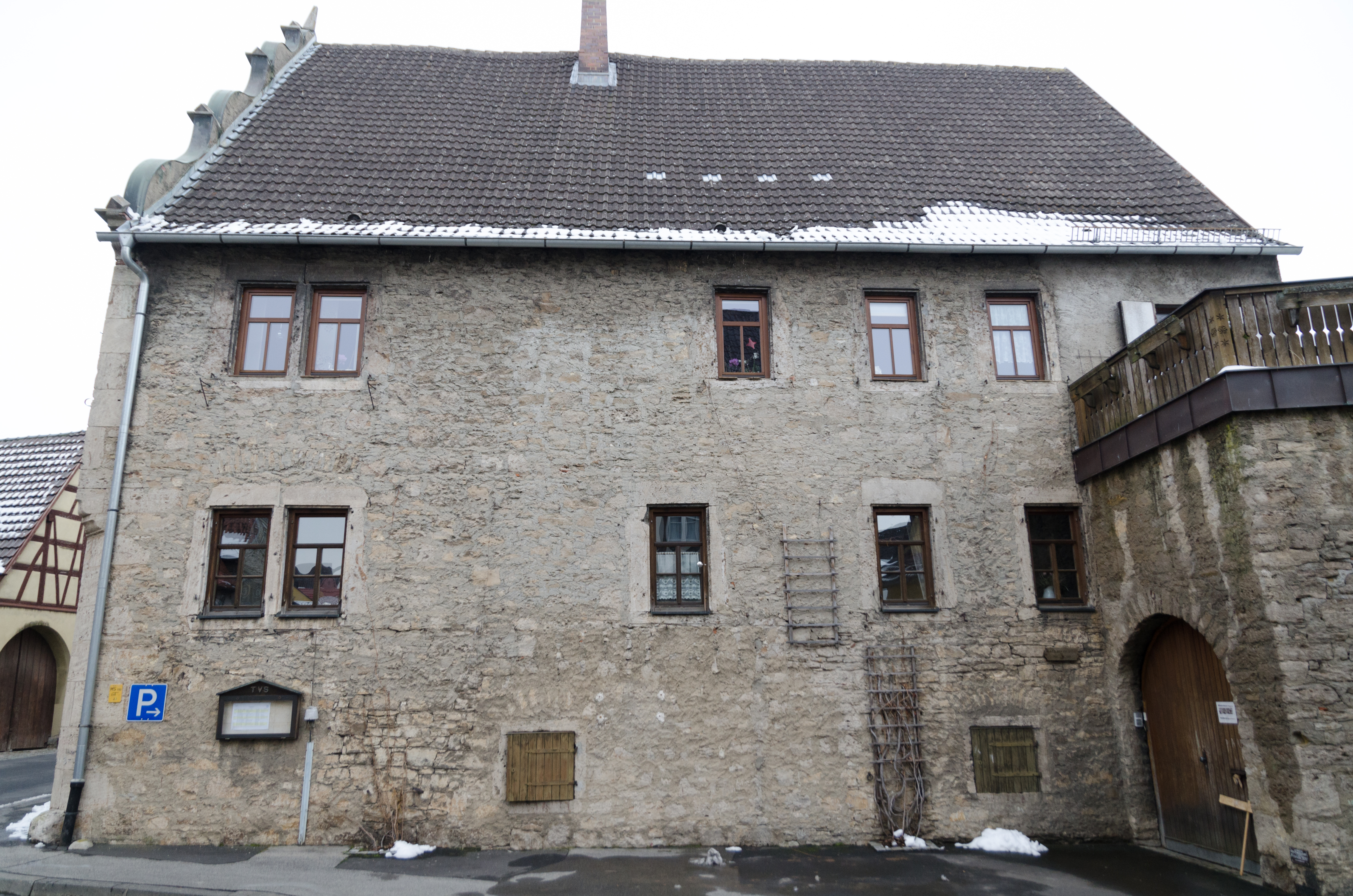
Traufseite
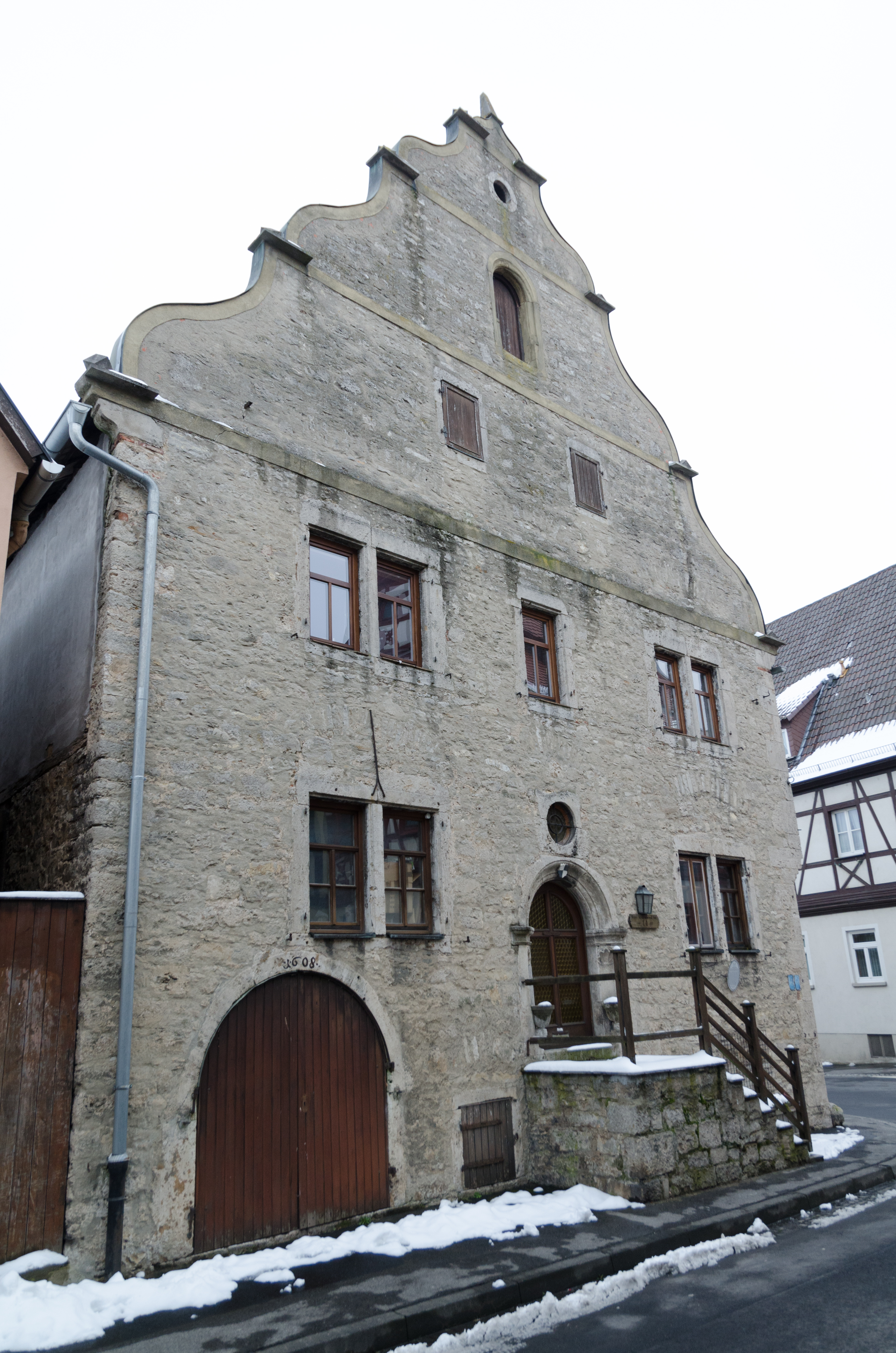
Giebelseite
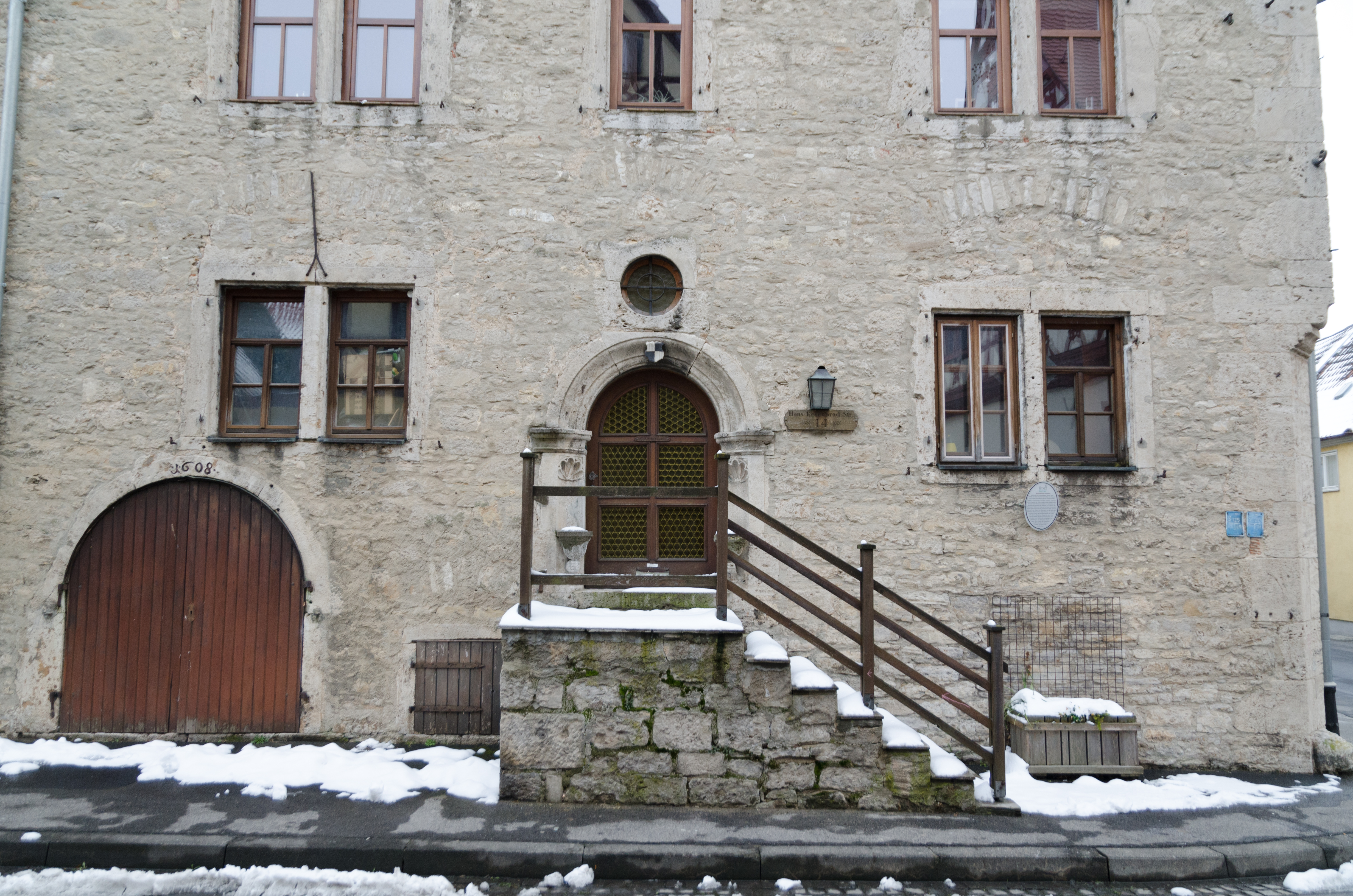
Portal
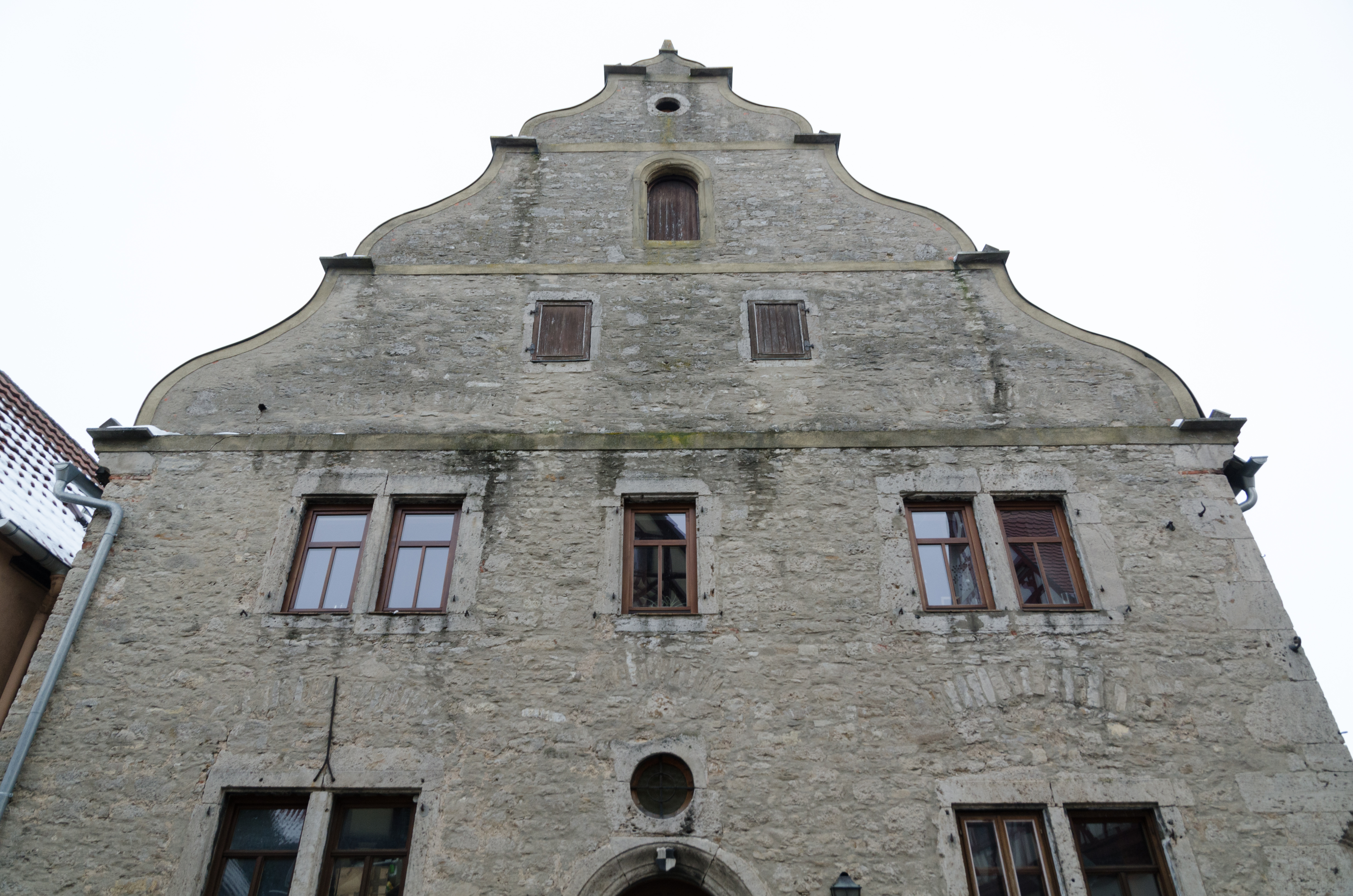
Giebel